# Заступник голови
Заступник голови — вища керівна посада в ієрархії установи, після голови – наприклад, в організації, компанії тощо. Може бути один або декілька заступників голови. У такому випадку заступникам голови можна безпосередньо доручити керівництво та управління, тобто відповідальність за певну сферу. Заступники голови можуть бути, наприклад в парламенті, уряді, державній службі, суді, раді директорів, правлінні, наглядовій раді, раді повірених, сенаті, асоціації, комісії, політичній партії тощо.